# Langerwehe (stacja kolejowa)
Langerwehe – stacja kolejowa w Langerwehe, w kraju związkowym Nadrenia Północna-Westfalia, w Niemczech. Stacja została otwarta w 1841. Znajdują się tu 2 perony.